# San Miguel Panixtlahuaca (kommun)
San Miguel Panixtlahuaca är en kommun i Mexiko.   Den ligger i delstaten Oaxaca, i den sydöstra delen av landet, 400 km sydost om huvudstaden Mexico City.
Följande samhällen finns i San Miguel Panixtlahuaca:
- San Miguel Panixtlahuaca